# Трухановский, Владимир Владимирович
Влади́мир Влади́мирович Трухано́вский (род. 24 февраля 1953) — советский и российский дипломат. Чрезвычайный и полномочный посол (2016).

## Биография
Сын историка и дипломата В. Г. Трухановского. Окончил МГИМО МИД СССР (1975). Владеет испанским и английским языками.
На дипломатической работе с 1975 года.
- В 1995—1998 годах — советник-посланник Посольства России в Чили.
- В 1998—2002 годах — главный советник Латиноамериканского департамента МИД России.
- С 2 мая 2002 по 24 июня 2004 года — заместитель директора Латиноамериканского департамента МИД России.
- С 24 июня 2004 по 21 февраля 2011 года — чрезвычайный и полномочный посол Российской Федерации в Колумбии[2][3].
- С 9 сентября 2011 по 17 декабря 2015 года — посол по особым поручениям МИД Российской Федерации.
- С 17 декабря 2015 по 5 октября 2020 года — чрезвычайный и полномочный посол Российской Федерации в Чили[4][5].

## Дипломатический ранг
- Чрезвычайный и полномочный посланник 2 класса (19 октября 1996)[6]
- Чрезвычайный и полномочный посланник 1 класса (1 февраля 2006)[7]
- Чрезвычайный и полномочный посол (5 мая 2016)[8]